# Octobre 2007

## Actualités du mois
- Sortie du Mac OS X 10.5
- Sortie de l'Ubuntu 7.10

### Lundi1eroctobre2007
- Russie : Le Président Vladimir Poutine annonce qu'il conduira pour les élections législatives de décembre la liste du mouvement Russie unie.

### Mercredi3 octobre
- France :

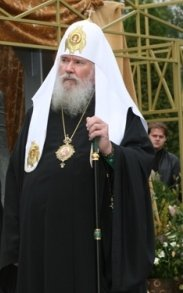
Alexis II de Moscou (septembre 2007).

  - Dans le cadre de l'Affaire EADS, le quotidien le Figaro révèle le contenu d'une note préliminaire de l'Autorité des marchés financiers transmise le 23 septembre dernier au parquet de Paris, et faisant état de ventes de titres du groupe par les dirigeants et les principaux actionnaires. Ses ventes, au caractère « concomitant et massif », ont été faites avant l'annonce officielle du 13 juin 2006 des difficultés d'Airbus et seraient la preuve d'un délit d'initié.
  - Visite en France du patriarche Alexis II de Moscou. Il est reçu au palais de l'Élysée par le Président Nicolas Sarkozy qui salue la démarche et « la volonté des chrétiens d'Europe de se rapprocher et d'unir leurs efforts autour des racines chrétiennes de l'Europe, pour construire une société plus humaine » ce qui peut se traduire par l'Europe a des racines chrétiennes et la Russie orthodoxe appartient à l'Europe.
  - Le Président Nicolas Sarkozy déclare devant les parlementaires de l'UMP : « Il n'y aura pas de plan de rigueur, il n'y aura pas de plan d'austérité, parce que ce serait un reniement et que je n'ai pas été élu pour cela. »
- Ukraine : Le Président Viktor Iouchtchenko demande aux mouvements arrivés en tête aux élections législatives du 30 septembre dernier d'entamer des négociations en vue de la constitution d'un gouvernement de coalition.

### Jeudi4 octobre
- Corées : À l'issue du second sommet inter-coréen des chefs d'État, le dirigeant nord-coréen Kim Jong-il et le président sud-coréen Roh Moo-hyun s'engagent en faveur d'un accord de paix dans la péninsule coréenne.
- France : Dans le numéro de l'hebdomadaire économique Challenges, Denis Kessler, président du groupe de réassurance Scor défend une remise à plat totale du modèle social français : « la liste des réformes ? C’est simple, prenez tout ce qui a été mis en place entre 1944 et 1952, sans exception » [1].

### Vendredi5 octobre
- Athlétisme : Marion Jones, triple championne olympique et quintuple championne du monde, annonce s'être dopée depuis au moins 1999 ce qui entraine l'annulation de tous ses résultats depuis les Jeux olympiques d'été de 2000.

### Samedi6 octobre
- France :

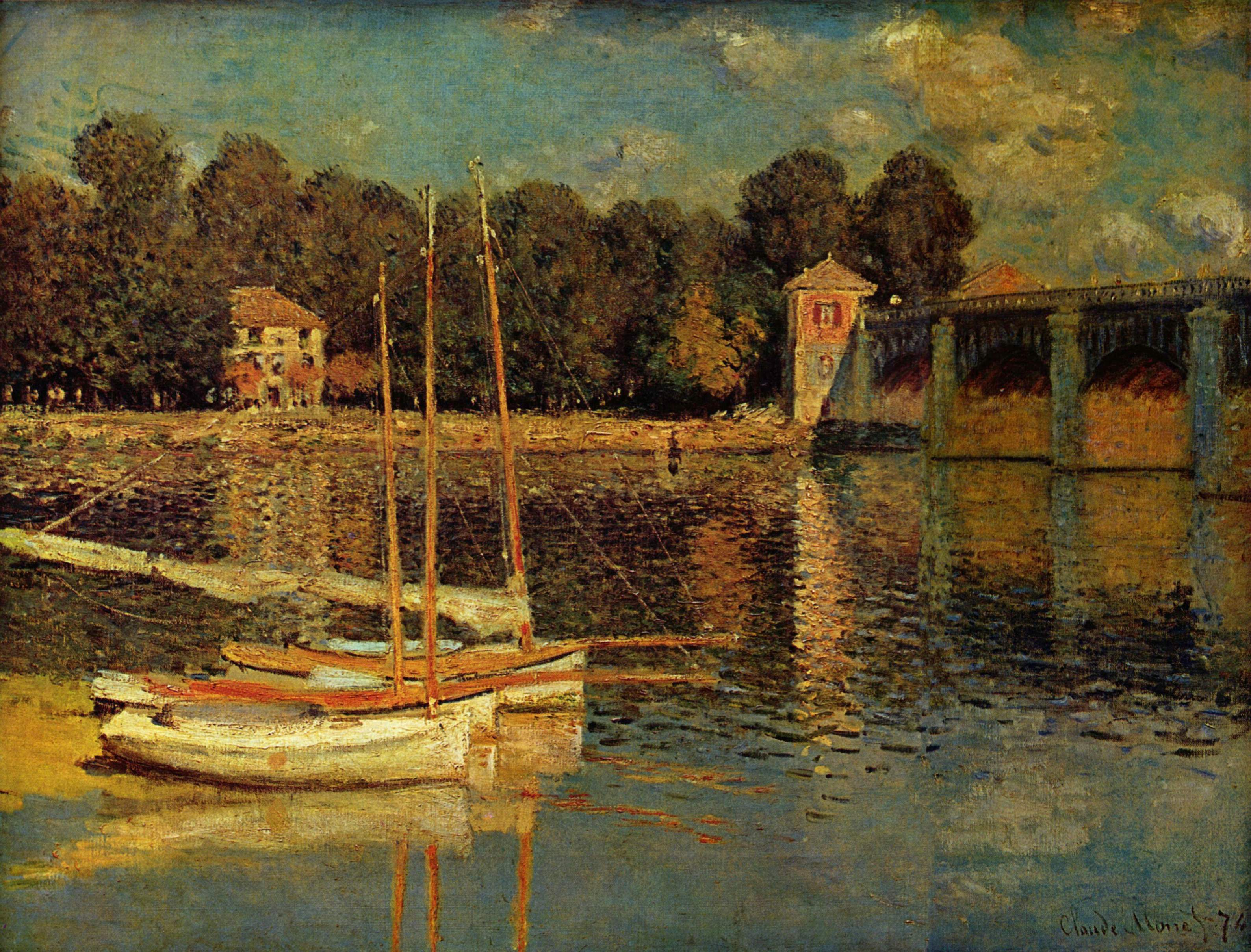
Le Pont d'Argenteuil

  - Dans la nuit du 6 au 7, le tableau Le Pont d'Argenteuil (1874) de Claude Monet est sévèrement endommagé (déchirure de 10 cm), après que des individus se sont introduits dans le musée d'Orsay et que l'un d'eux a donné un coup de poing dans le tableau.
  - Mort à Paris du journaliste et scénariste de bande dessinée Serge de Beketch (60 ans). Il fut directeur de l'hebdomadaire Minute et cofondateur de Radio Courtoisie.
- Rugby : La France bat la Nouvelle-Zélande 20 à 18 à Cardiff, ce qui la qualifie pour la demi-finale de la coupe du monde de Rugby contre l'Angleterre.

### Mardi9 octobre

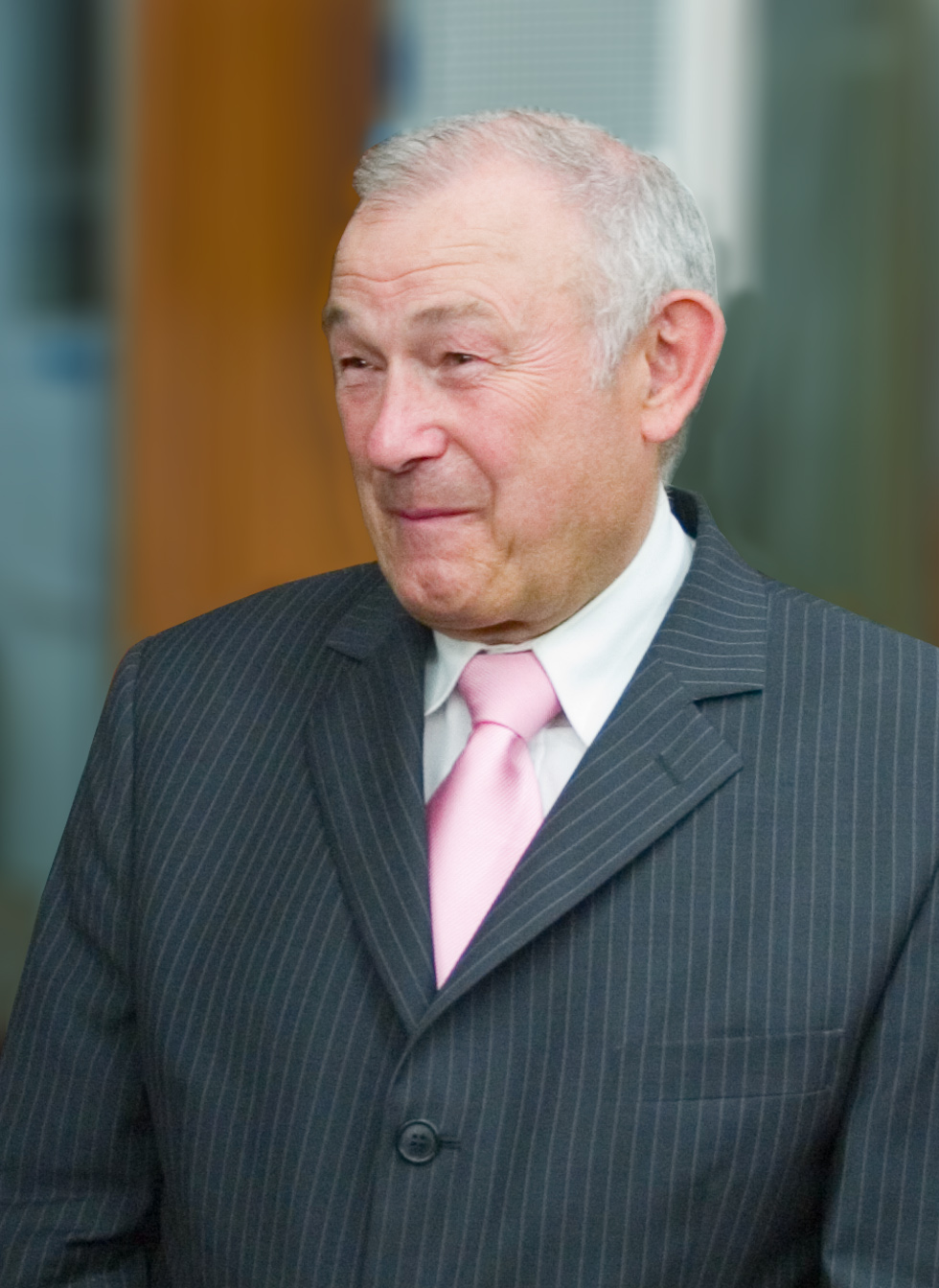
Günther Beckstein (juin 2007)

- Allemagne : Élection du chrétien-social Günther Beckstein (63 ans) au poste de ministre-président de la République de Bavière.
- Russie : Le Président Nicolas Sarkozy est en visite officielle à Moscou, jusqu'au 10 octobre. Son hôte le Président Vladimir Poutine réaffirme sa position sur le Kosovo et estime qu'il n'y a pas de « données objectives » sur la volonté de l'Iran de développer l'arme nucléaire.
- Science : Le Prix Nobel de physique est décerné au Français Albert Fert et à l'Allemand Peter Grünberg.

### Mercredi10 octobre
- France : Ouverture de la Cité nationale de l'histoire de l'immigration à Paris

### Jeudi11 octobre
- Le Prix Nobel de la paix est décerné conjointement au GIEC (Groupe intergouvernemental sur l'évolution du climat) et à l'ancien vice-président américain Al Gore.
- Littérature : Le Prix Nobel de littérature est décerné à la romancière britannique Doris Lessing.

### Vendredi12 octobre

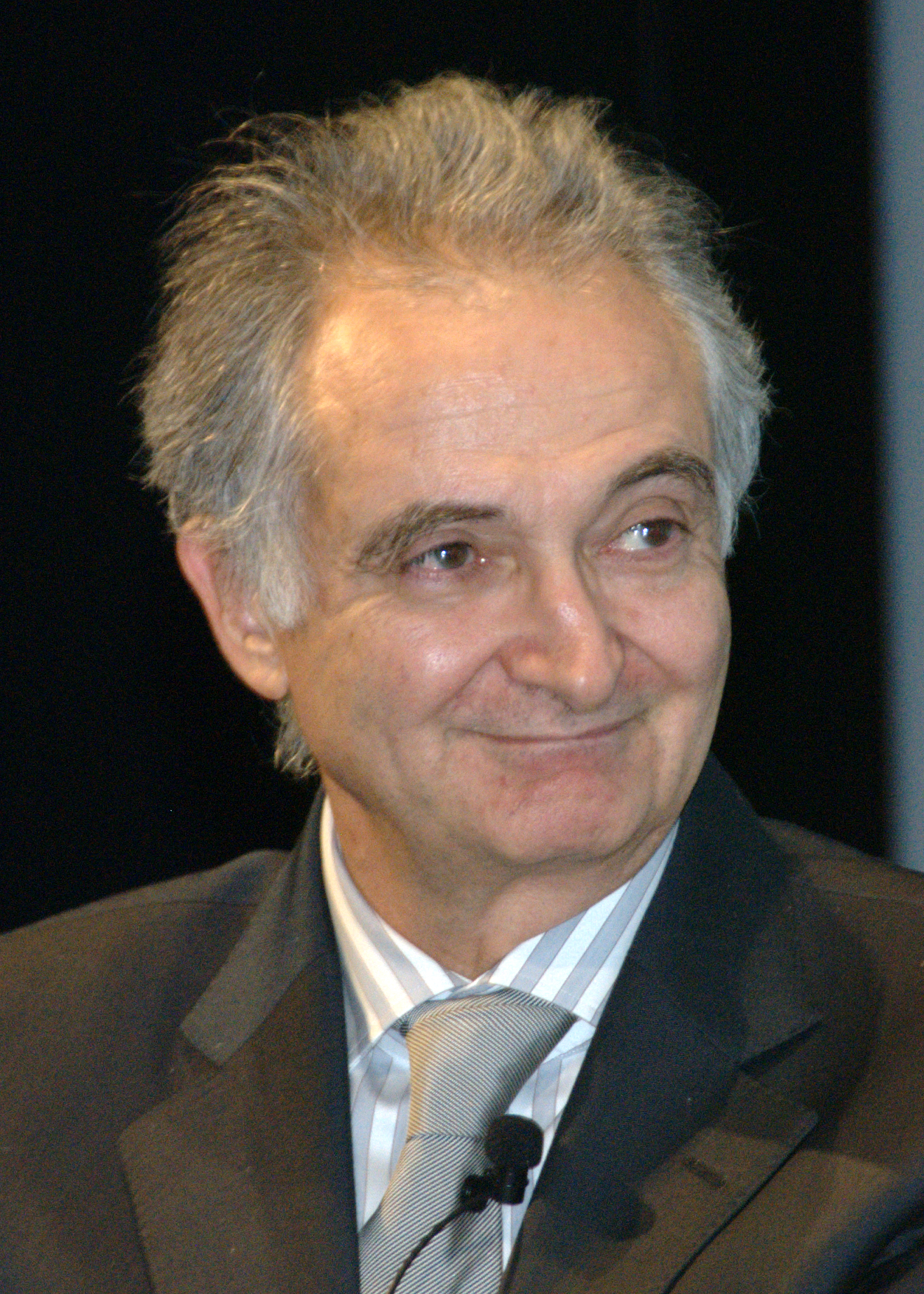
Jacques Attali (octobre 2007)

- France : Jacques Attali, l'ex-conseiller du Président François Mitterrand reconverti en conseiller du Président Nicolas Sarkozy, propose la suppression du principe de précaution, inscrit dans la Constitution et qui n'engage qu'à évaluer les risques.
- Nobel de la Paix : L'ancien vice-président américain Al Gore et le groupe de l'ONU sur le climat (GIEC, Groupe intergouvernemental sur l'évolution du climat) reçoivent conjointement le prix Nobel de la paix.

### Samedi13 octobre
- France - Comores: Mort de l'ancien chef mercenaire français Bob Denard (78 ans), ancien résistant, ancien volontaire en Indochine et ancien vice-roi des Comores de 1978 à 1989. Funérailles le 19 octobre à Paris.
- Rugby : L'équipe d'Angleterre bat le XV de France en demi-finale de la Coupe du monde de rugby à XV 2007, score de 14-9.

### Dimanche14 octobre
- France :
  - Début de la grève reconductible à la SNCF et à la RATP contre la réforme des régimes spéciaux de retraite.
  - Mort du comédien Raymond Pellegrin (82 ans).
  - Première diffusion de L'incroyable famille Kardashian

### Lundi15 octobre 2007
- France : Le chanteur Bertrand Cantat du groupe Noir Désir sort de la prison de Toulouse libéré à la moitié de sa peine. Le 23 juillet 2005, il avait tué sa compagne, la comédienne Marie Trintignant en la rouant de coups; plongée dans le coma elle était décédée six jours après. Politiquement engagé à gauche, une certaine presse française, le considère toujours comme une « figure morale » incarnant le mythe du « grand frère » et celui du rebelle[2], alors que la mère de la victime, l'actrice Nadine Trintignant, commente : « Par la loi, un homme qui tue sa compagne ou sa femme pourrait être condamné à 20 ans, 25 ans, perpétuité. Or ça ne dépasse jamais les 8 ans, et ils n'en font que 4. »
- Ukraine : Accord de coalition de gouvernement entre les mouvements des forces « orange » soutenant le Président Viktor Iouchtchenko.

### Mardi16 octobre

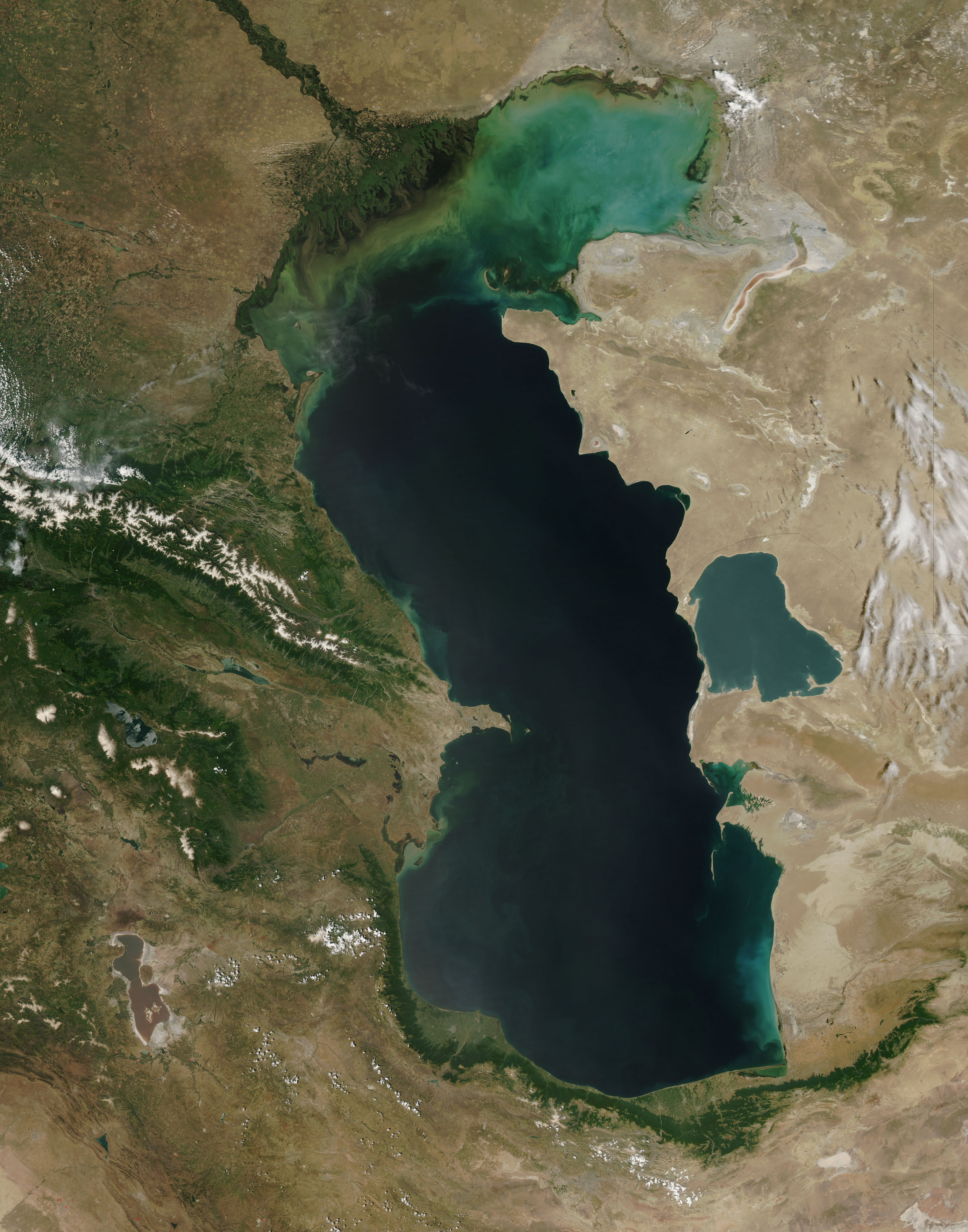
La mer Caspienne vue de l'espace
© NASA

- France : Dans le cadre de l'affaire de l'UIMM, son président, Denis Gautier-Sauvagnac, faisant l'objet d'une enquête préliminaire pour les importants retraits en liquide fait sur les comptes de l'organisation — environ 17 millions d'euros —, est évincé de ses fonctions de négociateur du MEDEF avec les syndicats.
- Iran :
  - Le président russe Vladimir Poutine est en visite officielle à Téhéran pour participer au sommet des pays riverains de la mer Caspienne. C'est la première visite d'un président russe depuis celle de Staline en 1943. Il réaffirme son opposition « à tout usage de la force dans cette région ».
  - Dans sa déclaration finale, le sommet des pays riverains de la mer Caspienne (Iran, Russie, Azerbaïdjan, Kazakhstan, Turkménistan reconnaît le droit « sans discrimination » de tout pays signataire du traité de non-prolifération nucléaire (TNP) de « mener des recherches et d'utiliser l'énergie nucléaires dans des buts pacifiques ».
- Royaume-Uni : Mort de l'actrice Deborah Kerr (86 ans)

### Mercredi17 octobre
- France :
  - Début d'importantes grèves dans les transports publics à la suite de la réforme des régimes spéciaux de retraite, jusqu'au 19 octobre. La mobilisation a été plus importante que lors des grèves de 1995. La SNCF, la RATP, EDF, GDF et beaucoup de services publics étaient en grève. Il n'y avait ce jour-là que très peu de TGV, aucun train Corail, très peu de TER et quasiment aucun RER ni métro en région parisienne.
  - Selon un sondage BVA (Le Figaro, LCI), 57 % des Français estiment que le projet de réforme des régimes spéciaux va dans la bon sens et 55 % jugent le mouvement de grève peu ou pas justifié.
- Turquie : à la suite de nombreux incidents armés à sa frontière avec le Kurdistan, le parlement turc voté une motion autorisant l'armée a procédé « si nécessaire » à une intervention militaire transfrontalière d'« envergure ».

### Jeudi18 octobre
- France :

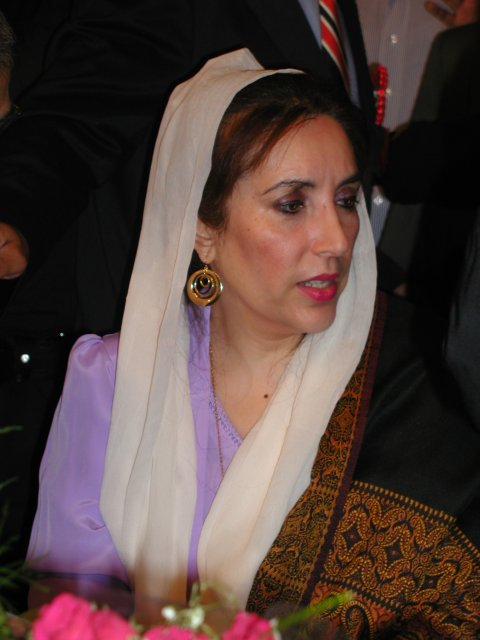
Benazir Bhutto en 2004.

  - Le Président Nicolas Sarkozy divorce de son épouse Cécilia Sarkozy par consentement mutuel. Il s'agit du premier divorce d'un Président de la République français en fonction.
  - Grèves et manifestations dans le secteur des transports publics contre la réforme des services spéciaux de retraite, suivies à 73,5 % à la SNCF. Prévues pour 24 heures, le mouvement dérape et se poursuit localement jusqu'au 23 octobre.
- Pakistan : L'ancien premier ministre, Benazir Bhutto est de retour après neuf ans d'exil pour participer aux élections législatives. Dans la nuit même, elle est la cible d'un attentat-suicide terroriste qui cause la mort de plus de 150 personnes et en blesse plus de 400 autres, mais dont elle sort indemne.

### Vendredi19 octobre

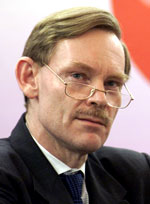
Robert Zoellick (décembre 2004)

- Banque mondiale : Le nouveau Président Robert Zoellick reconnait que la Banque mondiale ne s'est pas assez investie jusqu'à présent dans le secteur de l'agriculture alors que cette dernière est « un outil fondamental » dans le développement. Il constate que le cours des produits agricoles flambe sans réellement profiter au milliard d'agriculteurs des pays sous-développés, alors que les experts de l'organisation estiment que l'agriculture est « quatre fois plus efficace que les autres secteurs économiques pour faire reculer la pauvreté » [3],[4].
- Rugby : Le XV de France perd le match pour la 3e place de la Coupe du monde de rugby à XV 2007 face aux Argentins.
- Union européenne : Les vingt-sept pays de l'UE, réunis à Lisbonne, approuvent le projet du nouveau traité, dit « simplifié », reprenant de fait l'essentiel de celui avorté dit de la « Constitution européenne » et qui avait été rejeté par référendum par les électeurs français et néerlandais en 2005.

### Samedi20 octobre
- France :
  - Les fonctionnaires et les étudiants sont en grève et manifestent contre le projet de loi sur l'autonomie des universités.
  - Manifestation à Paris contre le test ADN de regroupement familial prévu dans le projet de loi du gouvernement sur l'immigration.
- Rugby : L'Afrique du Sud dispose de l'Angleterre sur le score de 15 points à 9 lors de la finale de la Coupe du monde de rugby à XV 2007.

### Dimanche21 octobre

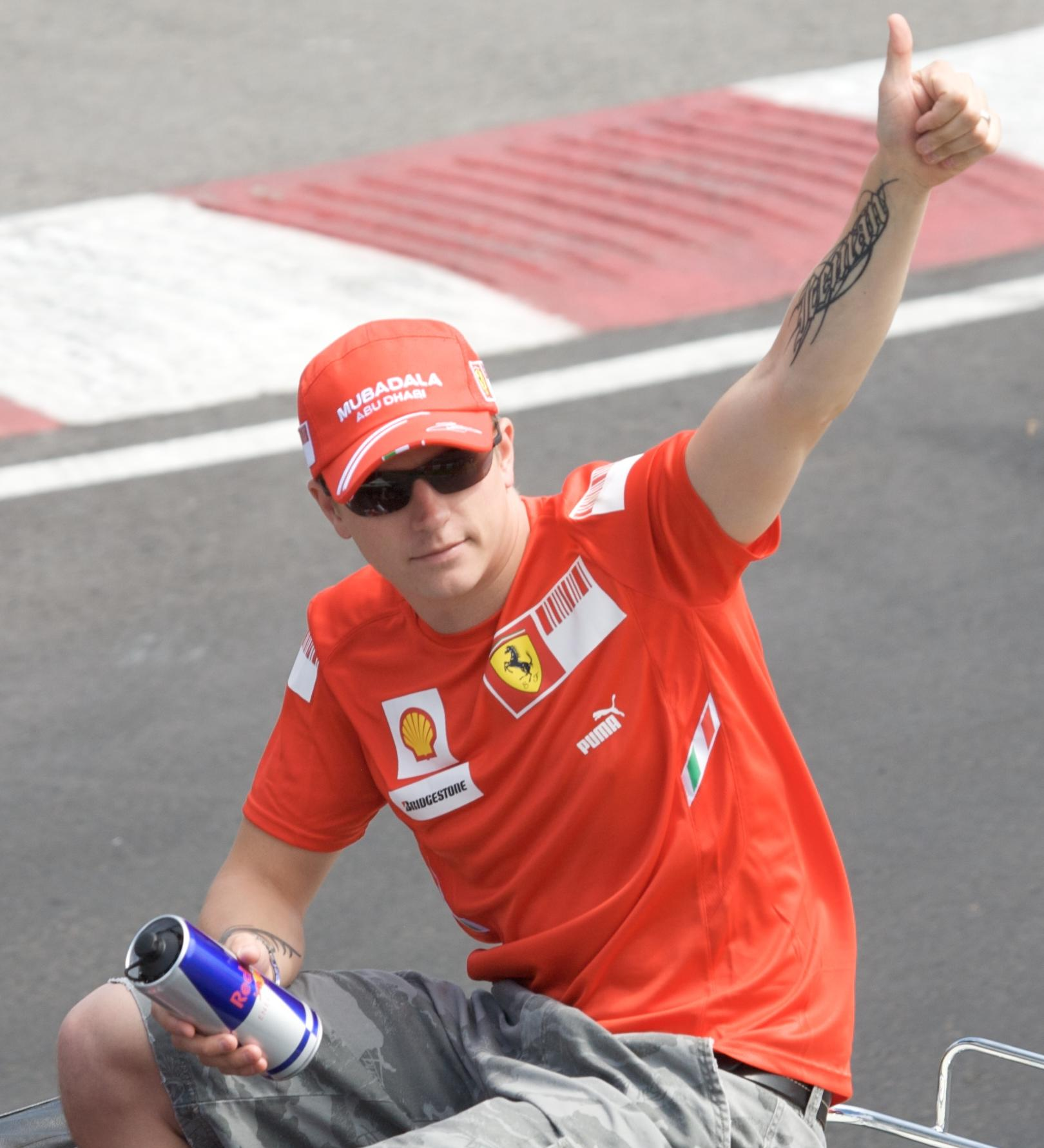
Kimi Räikkönen lors du GP du Canada en 2008

- Formule 1 : Kimi Räikkönen devient champion du monde de Formule 1 pour la première fois de sa carrière, devant Lewis Hamilton.
- Iran : Le négociateur en chef, Ali Larijani, réputé plutôt modéré, est remplacé par Saïd Jalili, tenant d'une ligne dure et fidèle de Mahmoud Ahmadinejad.
- Pologne : Élections législatives anticipées remportées par la Plate-forme civique, parti libéral de Donald Tusk avec 41,6 % des vois exprimées et 208 sièges. Le parti conservateur Droit et justice des frères Kaczynski obtient 32,04 % des voix et 164 sièges.
- Russie : Le Président Vladimir Poutine dénonce ceux qui « à l'intérieur du pays, se nourrissent auprès des ambassades étrangères comme des chacals ».
- Suisse : Élections législatives. L'Union démocratique du centre, parti populiste de droite de Christoph Blocher, arrive en tête.

### Lundi22 octobre 2007
- France : Le premier ministre israélien Ehoud Olmert, à l'issue de ses entretiens à Paris avec le Président Nicolas Sarkozy, déclare : « Je n'aurais pas pu entendre, sur le dossier iranien, des choses qui auraient pu être plus proches de mes attentes. »
- Maroc : Le Président Nicolas Sarkozy arrive pour une visite officielle jusqu'au 25 octobre.
- Turquie : Le Commissaire européen à l'Élargissement, Olli Rehn, partisan de « la Turquie dans l'Europe », prie le gouvernement turc de « bien vouloir » ne pas lancer ses blindés sur le Kurdistan irakien. Le Président Abdullah Gül, lui répond : « Notre pays ne reculera pas devant le prix nécessaire à payer, quel qu'il soit, pour préserver ses droits. [...] La décision d'intervenir militairement n'appartient qu'à nous. » S'adressant aux indépendantistes kurdes, le chef d'état-major de l'armée turque ajoute : « Vous allez souffrir à un degré que vous ne pouvez même pas imaginer. »

### Mardi23 octobre
- France :
  - Dans le cadre de l'affaire de l'UIMM, Denis Gautier-Sauvagnac quitte la présidence de l'organisation.
  - La Parlement vote le projet de loi sur la maîtrise de l'immigration dont un des articles facilite la régularisation des travailleurs étrangers dans les métiers et les zones géographiques « caractérisés par des difficultés de recrutement ». Cependant le texte dans son ensemble est politiquement occulté par la polémique sur la mise en place des tests ADN prévus pour sécuriser et finalement faciliter le regroupement familial.

### Mercredi24 octobre
- Colombie : Ingrid Bétancourt écrit une lettre de 12 pages à sa famille.
- France : Début du Grenelle de l'Environnement [5], jusqu'au 25 octobre.

### Jeudi25 octobre
- Tchad : Début de l'affaire de l'Arche de Zoé avec l'arrestation à l'aéroport d'Abéché de neuf français d'une ONG et de deux journalistes qui s'apprêtaient à embarquer 103 enfants « du Darfour » pour les remettre à des familles françaises.

### Vendredi26 octobre
- Littérature : Sortie de la version francophone du septième et dernier tome de Harry Potter, Harry Potter et les reliques de la mort, le phénomène mondial.

### Dimanche28 octobre

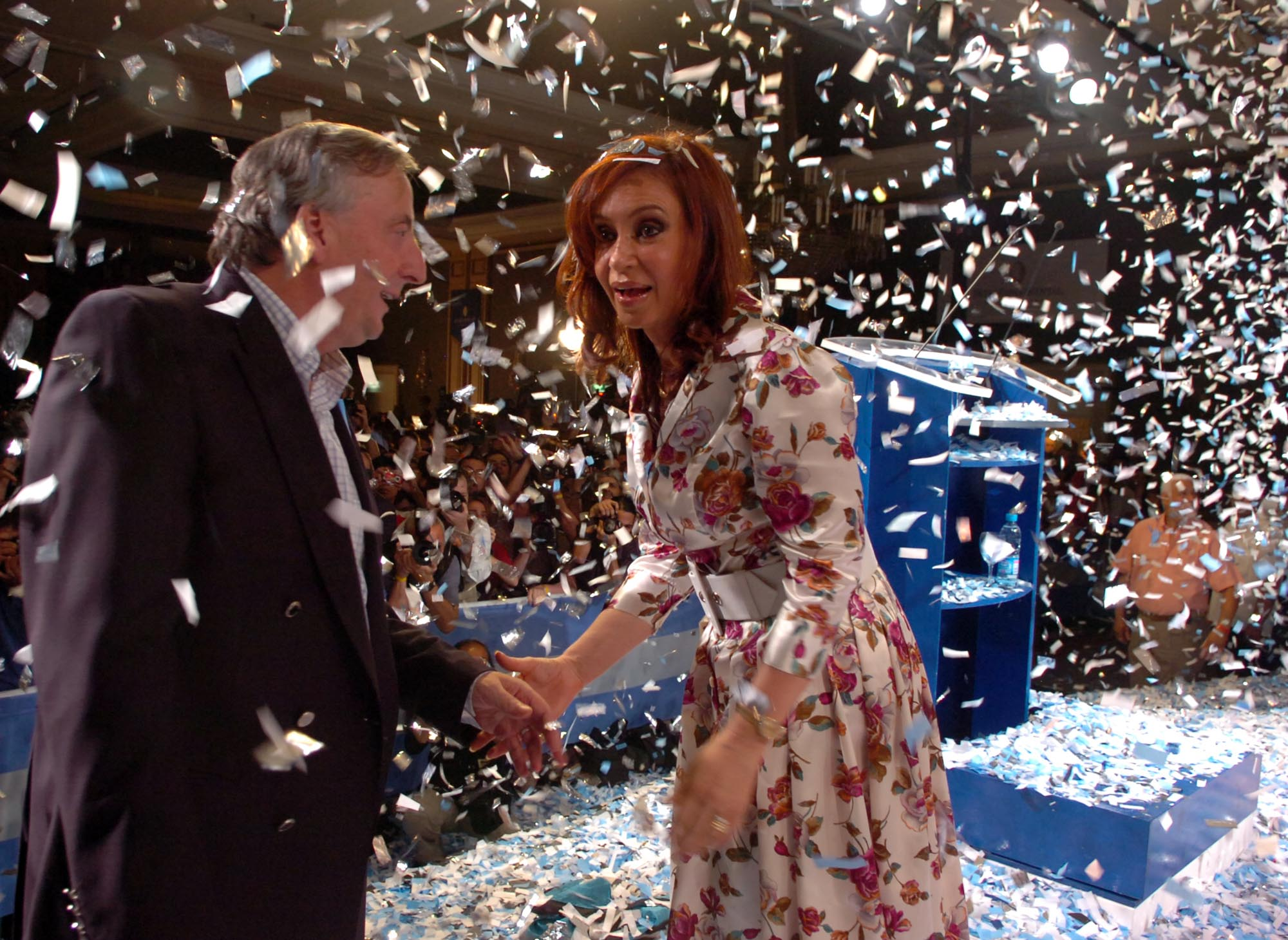
Cristina Fernández et Néstor Kirchner célébrant les résultats des élections

- Argentine : L'élection présidentielle est remportée par Cristina Fernandez de Kirchner, épouse du président sortant, avec 43,5 % des voix.
- Airbus : Premier vol commercial de l'Airbus A380, version luxe, depuis Singapour à destination de Sydney.
- Espagne : Le pape Benoît XVI béatifie à Rome 498 martyrs tués par les troupes et partisans républicains lors de la guerre espagnole de 1936 à 1939.

### Lundi29 octobre 2007
- Tchad : Dans le cadre de l'affaire de l'Arche de Zoé, la justice tchadienne inculpe les membres de l'ONG pour enlèvement de mineurs et d'escroquerie.

### Mercredi31 octobre
- Cinéma : Sortie en France du nouveau film de Woody Allen, Le Rêve de Cassandre.

- Russie : Tchétchénie: Dokku Oumarov, chef de la résistance tchétchène et Président de la République d'Itchkerie, abolit cette dernière et proclame l'Émirat du Caucase.

### Non daté
- Italie : La police découvre chez un retraité une collection de 12 000 objets archéologiques (peignes de l'âge de bronze, bijoux, armes, fragments de poteries), illégalement amassés pour créer son propre musée privé. Cette collection couvre l'histoire de la région du XVIIIe siècle av. J.-C. au XVIIIe siècle de notre ère, soit 3 600 années.